# Malaicoccus riouwensis
Malaicoccus riouwensis är en insektsart som beskrevs av Takahashi 1950. Malaicoccus riouwensis ingår i släktet Malaicoccus och familjen ullsköldlöss. Inga underarter finns listade i Catalogue of Life.